# Angelica (banda)
Angelica es una banda canadiense de hard rock liderada por el guitarrista Dennis Cameron. La agrupación ha sido etiquetada como parte del movimiento del rock cristiano, debido al contenido de sus letras.

## Biografía
En 1989 lanzan su primer disco, titulado Angelica, con el vocalista Rob Rock. Para 1990 sale al mercado Walkin' in Faith, esta vez con Jerome Mazza al mando de las voces. La tendencia de rotar permanentemente músicos se hace de nuevo evidente en su disco de 1991 Rock, Stock & Barrel, donde se reemplaza a Mazza por Drew Baca.
En 1992 lanzan Time is All it Takes, conservando en la alineación a Baca. En este disco tienden a una marcada comercialización, incluyendo más baladas de lo habitual en sus producciones.
Angelica fue una banda que catapultó la carrera de algunos músicos, ahora bastante reconocidos en la escena, especialmente el caso de Rob Rock.

## Discografía
- Angelica (1989)
- Walkin' In Faith (1990)
- Rock, Stock & Barrel (1991)
- Time Is All It Takes (1992)
- Without Words (2020) (instrumental)